# Río Iregua
El río Iregua  es un río del norte de España, afluente por la derecha del Ebro. Desde su nacimiento en la sierra de Cebollera hasta su desembocadura cruza de sur a norte la comunidad autónoma de La Rioja.

## Curso
Nace en la sierra de Cebollera (Hoyos de Iregua). Atraviesa, en este orden, las localidades de Villoslada de Cameros, lumbreras, Villanueva de Cameros, Pradillo, Torrecilla en Cameros, Viguera, Nalda, Albelda de Iregua, Alberite, y Villamediana de Iregua, hasta desembocar en el Ebro en Logroño.
Su cuenca soporta dos embalses: Pajares y González-Lacasa. Este último abastece agua potable al 60 % de la población riojana.
Aparece descrito en el noveno volumen del Diccionario geográfico-estadístico-histórico de España y sus posesiones de Ultramar de Pascual Madoz con las siguientes palabras:

IREGUA: r. en la prov. de Logroño, part. jud. de Torrecilla: nace en la sierra de Cameros, y corriendo en direccion de S. á N. divide la Rioja Alta y Baja, bañando por su der. los térm. de el Hoyo, Gallinero de Cameros, Pinillos, Rivabellosa, Viguera, Nalda, Albelda, Alberite, Villamediana y Varea; y por su izq. los de Villoslada, Hortigosa, Pradillo, Torrecilla, Nestares, Islallana y Lardero, desembocando en el Ebro, mas abajo de Logroño: lleva bastante caudal y sus aguas se aprovechan para el riego de las tierras de los pueblos que baña en mayor o menor estension, según la aspereza del terreno. Hay puentes que facilitan su paso en Villanueva de Cameros, Torrecilla, Albelda, Alverite y Villamediana; se cria en él pesca de barbos, anguilas y truchas, y se da impulso á varios molinos harineros. 

En diferentes escrituras de la colección de documentos del archivo de Simancas se le llama á este rio Erroca y Erveca, en otras Eroca é Iroca, acaso por latinalizarle confundiendo asi el origen y natural derivacion del verbo irrigare. En la escritura del voto de Fernán González se escribe Iruega" Omnes villœ de rivo de Iruega, Metrano, Bechera, el claviggo"
 (Madoz, 1847, pp. 442-443)

## Etimología
Su nombre procede del euskera "erroka", variante de erreka que se traduce como barranco o riachuelo. Aparece en la documentación con las siguientes denominaciones: “Erroca”  en el año 931, Eiroka en 924, Irriguam hacia los años 917-925, rivo de Iroga 1040, Iruega / Iroga 1044, Iroga 1054, Erueka 1063, Eiroca hacia 1094-1108, Iroga hacia 1100, riuus de Eroga 1135, Hiroga 1165, Eyrocam 1167, Iroca 1185, Iruega 1187, Iregua 1187, in Riuo Iroce 1200 etc.